# Ліза Гарроу
Ліза Гарроу (25 квітня 1943) — новозеландська акторка, що здобула популярність за свої ролі в британському театрі, кіно і телебаченні.

## Кар'єра
Народилася 25 квітня 1943 року в місті Окленд, передмісті Маунт-Едена в сім'ї Кеннета Мейо Гарроу і Елеонор Джоан Гарроу (уродж. Стекпул). Навчалася в Оклендському університеті, пізніше, 1968 року закінчила Королівську академію драматичного мистецтва в Лондоні і вступила на роботу в театральну трупу BBC Radio.
Театральна кар'єра Лізи Гарроу розпочалася в трупі Королівської шекспірівської компанії, зігравши ролі Олівії в комедії «Дванадцята ніч» режисера Джона Бартона разом з Джуді Денч і Порції в п'єсі «Венеційський купець» разом з Патріком Стюартом. Вона грала такі провідні ролі в британських театрах як Джульєтта (разом з Джоном Гертом, який виконав роль Ромео) на сцені Бєлградського театру міста Ковентрі і Енн Вітфілд у п'єсі «Людина і надлюдина» разом з Пітером О'Тулом на сцені Королівського театру на вулиці Геймаркет у Лондоні.
Гарроу виступала на сцені по всій Америці. Вона зіграла центральну роль Вівіан Беарінг у п'єсі Wit, (що отримала Пулітцерівську премію) яка йшла довгий час на сценах Офф-Бродвею в Нью-Йорк-Сіті. Вона була названа виконавцем 2001 року у Піттсбурзі за роль Медеї. Також вона виконувала ролі Раневської у «Вишневому саду» в Єльському репертуарному театрі і роль Каті Келлер у п'єсі «Всі мої сини» на сцені Чаттанукського театру (Chautauqua Theatre Company). Від 3 жовтня до 4 грудня 2009 року вона грала роль Креуси в п'єсі «Іон» Евріпіда на сцені Вашингтонського театру Шекспіра.
Гарроу відома за роллю Ненсі Астор (першої жінки-депутата Палати громад) у драмі 1982 року каналу ВВС «Nancy Astor». Фільм показали і в США в рамках серіалу Masterpiece Theatre компанії PBS.
Першою її роллю в кіно стала роль Гленди Джексон в італійському фільмі The Devil Is a Woman (1974). 1975 року Гарроу зіграла роль Гелен Андерсон в екранізації книги «Про всіх створінь, великих і малих» (All Creatures Great and Small) Джеймса Герріота, у фільмі також взяли участь Симон Вард і Ентоні Гопкінс. Наступного року вона зіграла ту ж роль у сиквелі «It Should not Happen to a Vet», разом з Джоном Алдертоном і Коліном Блеклі.
1978 року Гарроу стала запрошеною акторкою в серії «The Rack» другого сезону серіалу The Professionals, за сценарієм Брайана Клеменса, виконавши роль адвокатеси, яка виступає в суді з розслідування про розформування CI5. Також цього року вона зіграла роль помічника контролера Лінн Блейк у телесеріалі «1990» каналу ВВС2.
Гарроу зіграла роль журналістки Кейт Рейнольдс у фільмі жахів «Омен-3: Остання битва» (1981) зігравши разом з Семом Ніллом. Також вони працювали разом у фільмі Кшиштофа Зануссі «З далекого краю». 1985 року Гарроу знялася в новозеландському фільмі «Shaker Run». 1987 року виконала роль Ліззі Дікінсон в серіалі каналу ВВС «Картинки Ліззі» (Lizzie's Pictures). 1990 року Гарроу зіграла роль гострої на язик дружини-інтриганки в родині багатих пивоварів у 13 серії «Sins of the Father» телесеріалу «Інспектор Морс» каналу ITV разом з актором Джоном Тоу. У цьому році вона також зіграла в міні-серіалі телеканалу ABC «Come In Spinner» і зіграла роль Імоґен Донаг'ю у фільмі про Пуаро «Викрадення прем'єр-міністра» (The Kidnapped Prime Minister) за твором Агати Крісті. 1992 року Гарроу виграла Премію Австралійського кіноінституту за кращу головну жіночу роль за роботу у фільмі «Наші останні дні» (The Last Days of Chez Nous) (1992). Вона зіграла роль Ліззі дружини Кавагха у британському телесеріалі «Kavanagh QC», де також грав Тоу. Після знімання у третій серії (показаній 1997 року) вона залишила роботу над програмою, щоб переїхати в Америку.
2014 року Гарроу зіграла Маріон у новозеландському телесеріалі «Step Dave».
2015 року за заслуги в галузі драматичного мистецтва вона здобула нагороду Орден Заслуг .

## Особисте життя
У 1980-х роках була одружена з актором Семом Ніллом. Їхній син Тім народився 1983 року.
В даний час[коли?] замужем за біологом, фахівцем з китів Роджером Пейном і проживає в штаті Вермонт, США. Пейн є засновником і президентом організації Ocean Alliance. Він і вчений Скотт Маквей відкрили, що горбаті кити видають тривалі складні і, очевидно, безладні сигнали, які вони назвали «піснями китів». Вчені написали цикл лекцій/вистав під назвою «SeaChange: Reversing the Tide» (Зміна моря. Ослаблення припливу).
Ліза Гарроу — автор книги про навколишнє середовище «What Can I Do?» (Що я можу зробити?), опублікованої окремими виданнями в Австралії, Новій Зеландії, Великій Британії і США. У неї є вебсайт для просування книги. Назва видання в США зазначена нижче.